# Wilhelmina von Bremenová
Wilhelmina „Billie“ von Bremenová (13. srpna 1909, San Francisco – 16. července 1976, Alameda) byla americká atletka, která na letních olympijských hrách 1932 v Los Angeles získala bronzovou medaili na 100 metrů a zlatou medaili na štafetě 4 × 100 metrů.